# 阜新广播电视台
阜新市广播电视台是中华人民共和国辽宁省阜新市的市级广播电视台，成立于1971年。